# Xalcuatla
Xalcuatla es una localidad de México, localizada en el municipio de Lolotla en el estado de Hidalgo.

## Geografía
Se encuentra en la región geográfica de la Sierra Alta; a la localidad le corresponden las coordenadas geográficas 21°11′3.233″ de latitud norte y 98°45′50.243″ de longitud oeste, con una altitud de 343 m s. n. m. Cuenta con un clima semicálido húmedo con lluvias todo el año.
En cuanto a fisiografía se encuentra en la provincia de la Sierra Madre Oriental, dentro de la subprovincia del Carso Huasteco; su terreno es de sierra. En lo que respecta a la hidrografía se encuentra posicionado en la región del Pánuco, dentro de la cuenca el río Moctezuma, y en la subcuenca del río Amajac.

## Demografía
En 2020 registró una población de 800 personas, lo que corresponde al 8.44 % de la población municipal. De los cuales 398 son hombres y 402 son mujeres.
| Gráfica de evolución demográfica de Xalcuatla entre 1910 y 2020 |
|                                                                 |
| Población registrada por los censos y conteos del INEGI.        |